# ТЕС Ер-Ріяд 4
24°39′12″ пн. ш. 46°40′18″ сх. д. / 24.65333° пн. ш. 46.67167° сх. д.
ТЕС Ер-Ріяд 4 — теплова електростанція в центральній частині Саудівської Аравії.
У 1969 – 1972 роках на майданчику станці стали до ладу чотири встановлені на роботу у відкритому циклі газові турбіни Brown Boveri and Cie GT11L одиничною потужністю біля 25 МВт.
У 1978-му ТЕС підсилили однією газовою турбіною Westinghouse W251B2 потужністю 25 МВт.
Не пізніше кінця 1990-х на майданчику змонтували газові турбіни Hitachi – не менше трьох типу FS-5 одиничною потужністю біля 15 МВт та шість типу FS-7 одиничною потужністю біля 42 МВт.
У першій половині 2000-х років демонтували турбіну від Westinghouse та дві турбіни Hitachi FS-7, а в 2016-му були демонтовані всі інші турбіни від Hitachi.
Як паливо станція використовує нафтопродукти.